# Danspop
Danspop är en riktning inom popmusik som utvecklades från disco i början av 1980-talet, som kombinerar dansbeats med popens uppbyggnad av sångerna.
Danspop är främst relaterat till tonårspop och Eurodance från mitten av 1980-talet till slutet av 1990-talet, det ökade intresset för pojkband, tjejgrupper och vocoder.

## Historik
Med bultande, dansklubbsupbeats och fastnande melodier, är sångerna mer format i poplåtens struktur än ren dansmusik. Danspoplåtar skapas ofta av skivproducenter, som väljer utan sångare avsedd att sjunga sången. Ett berömt produktionsteam inom danspop under 1980- och 90-alen var Stock, Aitken and Waterman, med Hi-NRG-produktioner för bland andra Kylie Minogue, Rick Astley och Bananarama. Andra kommersiellt framgångsrika danspopartister är  Cher, Britney Spears, Madonna, Paula Abdul, Janet Jackson, Jody Watley, Danspop har ofta varit pojkbandens och tjejgruppernas musik (till exempel Mel & Kim).

## Berömda artister och grupper
- Milli Vanilli
- Paula Abdul
- C+C Music Factory
- Taylor Dayne
- Cathy Dennis
- Janet Jackson
- Cher
- Lisa Lisa and Cult Jam
- Michael Jackson
- Madonna
- Kylie Minogue
- Dannii Minogue
- Jody Watley
- Pebbles
- Cascada
- Girls Aloud
- Britney Spears
- Jennifer Lopez
- Hilary Duff
- Kesha
- Momoiro Clover Z

### Fotnoter
1. ↑  Glenn Appell, David Hemphill (2006). American popular music: a multicultural history. Belmont, CA: Thomson Wadsworth. s. 423. ISBN 0155062298. Läst 12 maj 2012. "The 1980s brought the dawning age of the synthesizer in rock. Synth pop, a spare, synthesizer-based dance pop sound, was its first embodiment."
2. 1 2 3 4  Danspop på Allmusic (engelska) Allmusic]: Dance-pop. återhämtad 1 juni 2007.
3. ↑  Shuker, Roy  (2005) Popular music: the key concepts, p 202, ISBN 978-0-415-34770-9
4. ↑  Mervin Malone, Jr.. ”Jody Watley”. soulmusic.com. Arkiverad från originalet den 16 juni 2008. https://web.archive.org/web/20080616130032/http://www.soulmusic.com/ExpressYourself/ExpressYourselfJodyWatley.html. Läst 18 juni 2008.
5. ↑  Danspop på Allmusic (engelska) Allmusic.com - Stock Aitken Waterman